# Sorex
Genre
Le genre Sorex regroupe les musaraignes proprement dites : les musaraignes sensu stricto parmi les autres espèces de la famille des Soricidés.
Les musaraignes sont de petits animaux (4 à 18 cm) ressemblant aux souris, mais dont le museau est long, pointu et mobile.
Plusieurs espèces sont largement répandues en Europe et en Asie.

## Classification

### Liste des sous-genres
Selon Mammal Species of the World (version 3, 2005)  (13 janvier 2014) et ITIS (13 janvier 2014) :
- sous-genre Sorex (Ognevia) Heptner & Dolgov, 1967
- sous-genre Sorex (Otisorex) De Kay, 1842
- sous-genre Sorex (Sorex) Linnaeus, 1758

### Liste des sous-genres, espèces
Selon Mammal Species of the World (version 3, 2005)  (21 janvier 2014) et ITIS (21 janvier 2014) :
- Sorex arizonae Diersing & Hoffmeister, 1977
- Sorex emarginatus Jackson, 1925
- Sorex merriami Dobson, 1890
- Sorex minutissimus Zimmermann, 1780 — Musaraigne naine
- Sorex planiceps Miller, 1911
- Sorex saussurei Merriam, 1892
- Sorex sclateri Merriam, 1897
- Sorex stizodon Merriam, 1895
- Sorex thibetanus Kastschenko, 1905
- Sorex trowbridgii Baird, 1857
- Sorex ventralis Merriam, 1895
- Sorex veraecrucis Jackson, 1925
- sous-genre Sorex (Ognevia) Heptner & Dolgov, 1967
  - Sorex mirabilis
- sous-genre Sorex (Otisorex) De Kay, 1842
  - Sorex alaskanus
  - Sorex bairdi
  - Sorex bendirii — Musaraigne de Bendire
  - Sorex camtschatica
  - Sorex cinereus — Musaraigne cendrée
  - Sorex dispar — Musaraigne longicaude
  - Sorex fumeus — Musaraigne fuligineuse
  - Sorex gaspensis — Musaraigne de Gaspé
  - Sorex haydeni — Musaraigne des steppes
  - Sorex hoyi — Musaraigne pygmée [5]
  - Sorex jacksoni
  - Sorex leucogaster
  - Sorex longirostris
  - Sorex lyelli
  - Sorex macrodon
  - Sorex milleri
  - Sorex monticolus — Musaraigne sombre
  - Sorex nanus
  - Sorex neomexicanus
  - Sorex oreopolus
  - Sorex orizabae
  - Sorex ornatus — Musaraigne ornée
  - Sorex pacificus
  - Sorex palustris — Musaraigne palustre[6]
  - Sorex portenkoi
  - Sorex preblei
  - Sorex pribilofensis
  - Sorex sonomae
  - Sorex tenellus
  - Sorex ugyunak
  - Sorex vagrans — Musaraigne errante
  - Sorex veraepacis
- sous-genre Sorex (Sorex) Linnaeus, 1758
  - Sorex alpinus — Musaraigne alpine
  - Sorex antinorii — Musaraigne du Valais
  - Sorex araneus — Musaraigne carrelet
  - Sorex arcticus — Musaraigne arctique
  - Sorex arunchi — Musaraigne d'Udine
  - Sorex asper
  - Sorex averini
  - Sorex bedfordiae
  - Sorex buchariensis
  - Sorex caecutiens — Musaraigne masquée
  - Sorex cansulus
  - Sorex coronatus — Musaraigne couronnée
  - Sorex cylindricauda
  - Sorex daphaenodon — Musaraigne à dents larges de Sibérie
  - Sorex excelsus
  - Sorex gracillimus
  - Sorex granarius
  - Sorex hosonoi
  - Sorex isodon
  - Sorex kozlovi
  - Sorex maritimensis — Musaraigne des Maritimes
  - Sorex minutus — Musaraigne pygmée [7]
  - Sorex raddei
  - Sorex roboratus
  - Sorex samniticus
  - Sorex satunini — Musaraigne caucasienne
  - Sorex shinto
  - Sorex sinalis
  - Sorex tundrensis
  - Sorex unguiculatus
  - Sorex volnuchini
  - Sorex yukonicus